# Thierno Diallo
Thierno Boubacar Diallo (Conakri, Guinea, 22 de noviembre de 2000) es un deportista español de origen guineano que compite en gimnasia artística.
Ganó una medalla de bronce en el Campeonato Europeo de Gimnasia Artística de 2023, en la prueba de barras paralelas.
Participó en dos Juegos Olímpicos de Verano, ocupando el decimosegundo lugar en Tokio 2020 y en París 2024, en la prueba por equipo.
Nació en Guinea, pero desde los cinco años vive en España. En 2015 obtuvo la nacionalidad española.

## Palmarés internacional
| Campeonato Europeo | Campeonato Europeo | Campeonato Europeo | Campeonato Europeo |
| Año                | Lugar              | Medalla            | Prueba             |
| ------------------ | ------------------ | ------------------ | ------------------ |
| 2023               | Antalya (Turquía)  | Medalla de bronce  | Paralelas          |